# الکسا گدارد
الکسا گدارد (انگلیسی: Alexa Goddard؛ زادهٔ ۲۱ دسامبر ۱۹۸۸) موسیقی‌دان اهل بریتانیا است. وی از سال ۲۰۰۳ میلادی تاکنون مشغول فعالیت بوده‌است.